# Demerara Harbour Bridge
De Demerara Harbour Bridge is een pontonbrug over de Demerararivier in Guyana, even ten zuiden van de hoofdstad Georgetown. Het is een tolweg die het westelijk gedeelte van Guyana verbindt met het oostelijk gedeelte. Er wordt alleen tol geheven bij het verkeer in westelijke richting. De brug heeft een apart gedeelte voor voetgangers. Twee overspanningen kunnen worden ingetrokken om grote schepen te laten passeren.

## Overzicht
Constructie van de Demerara Harbour Bridge begon op 29 mei 1976. De brug is een ontwerp uit 1952 van John Patrick Coghlan, maar de regering van Brits-Guiana had het plan verworpen omdat het te duur was. In 1976 werd besloten de brug alsnog te bouwen met subsidie van de Britse overheid. De brug werd op 2 juni 1978 geopend.
De Demerara Harbour Bridge heeft 61 overspanningen. Er is één rijstrook per rijrichting en een voetgangerssectie. Er geldt een gewichtslimiet van 72.000 pond (±33 ton). Een keer per dag worden twee overspanningen ingetrokken om grote schepen door te laten. De totale lengte van de brug is 1.851 meter.
De Demerara Harbour Bridge was ontworpen om 10 jaar mee te gaan. De brug is inmiddels zwaar overbelast, en de onderhoudskosten zijn aanzienlijk. In 2021 was het besluit genomen een nieuwe vaste brug te bouwen met 2x2 rijstroken. De nieuwe brug zal worden gebouwd door China Railway Construction Corporation, maar in juni 2022 was de bouw nog niet begonnen. De brug zal 2,65 km lang worden, maar blijft een tolbrug.

## Galerij

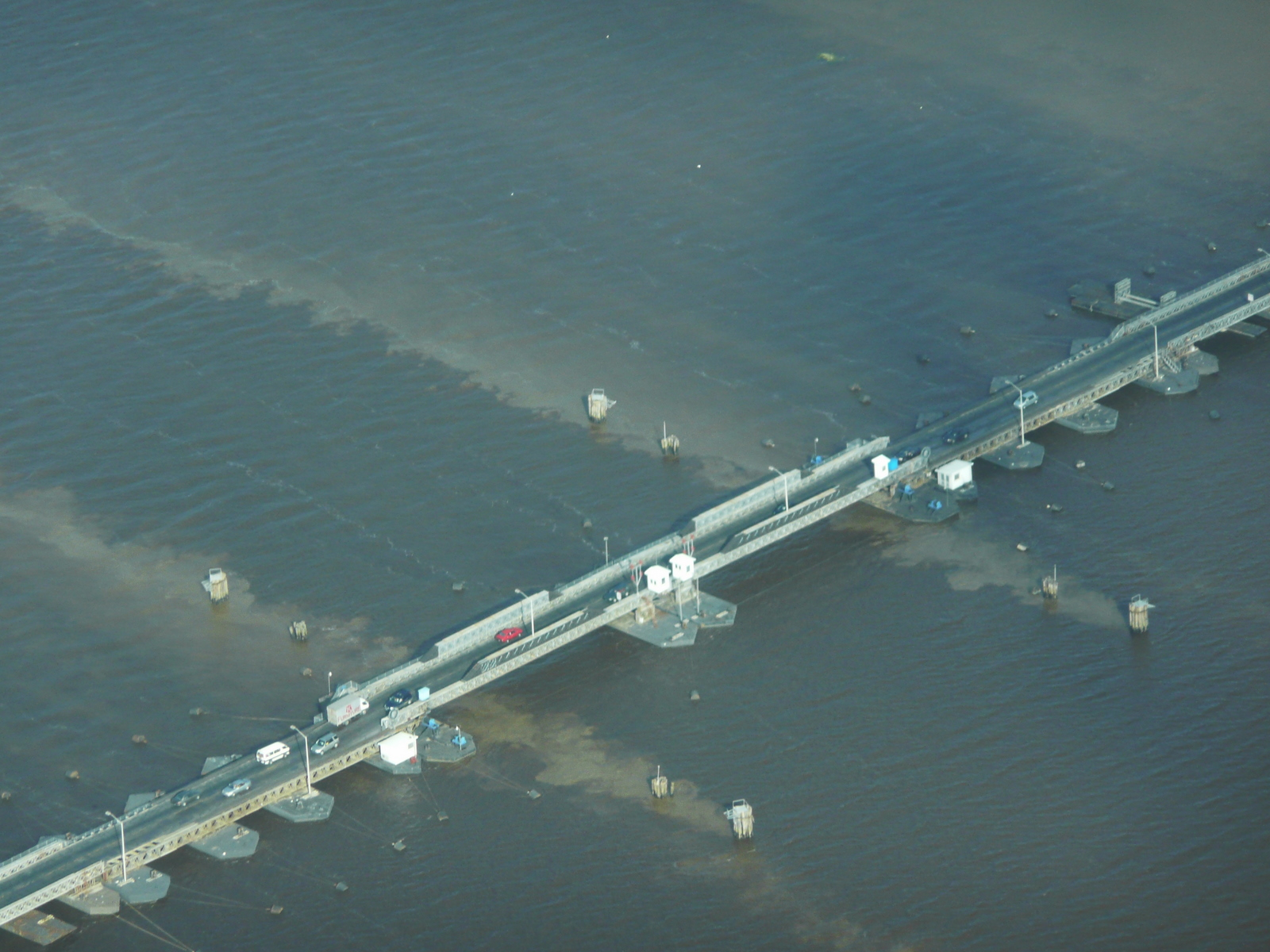
Het intrekbare gedeelte
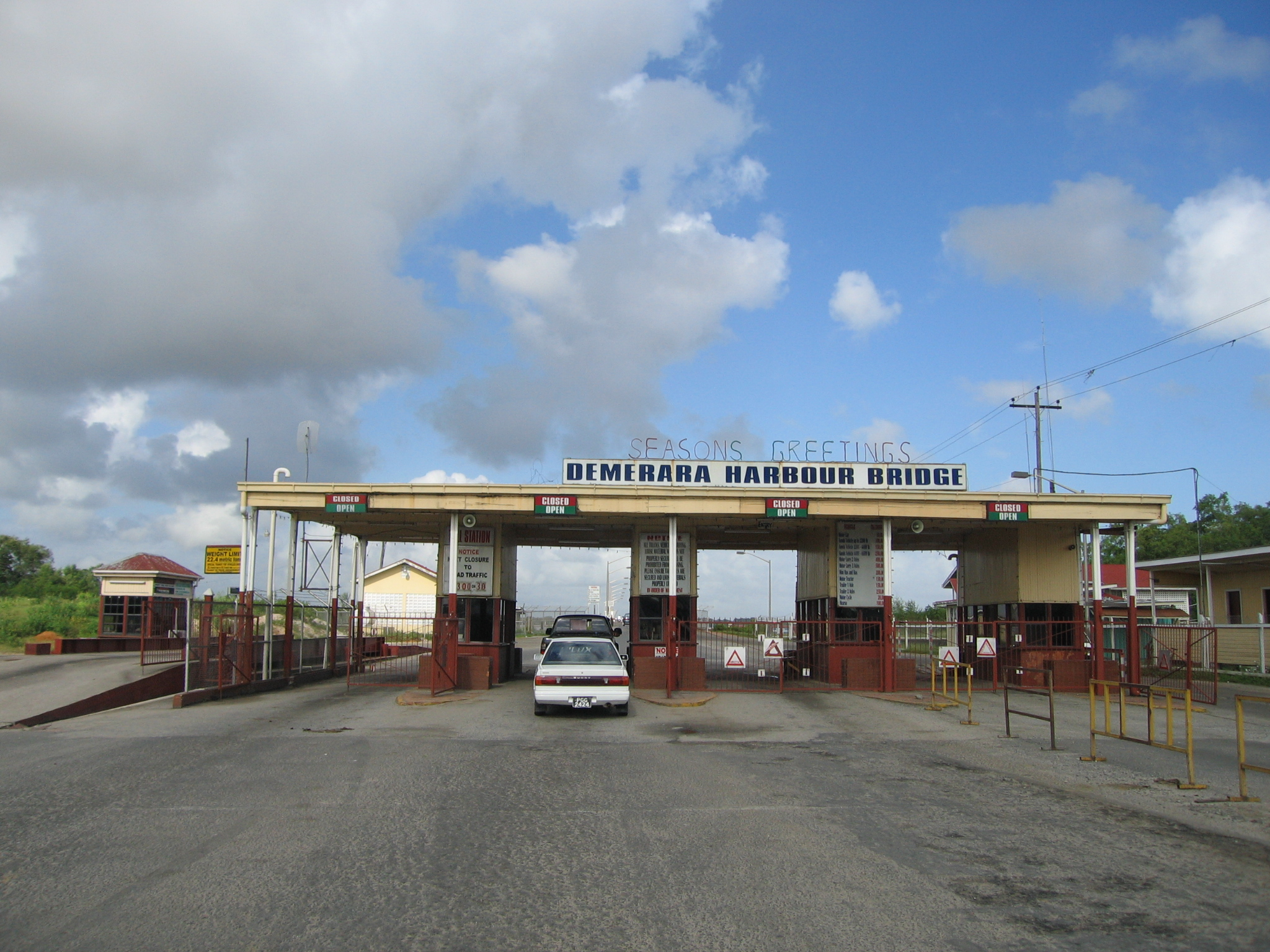
Tolpoorten